# Токмок
Токмок (на киргизки: Токмок) е град в Чуйска област, северен Киргизстан. Населението му е 63 200 души (по приблизителна оценка за 2018 г.).
Разположен е на 804 m надморска височина в Чуйската долина, на самата граница с Казахстан и на 55 km източно от столицата Бишкек. Основан е около 1830 година като крепост на Кокандското ханство, но през 1862 годна е завзет и разрушен от руснаците, които създават там ново селище. Днес около 20% от жителите са етнически руснаци.
В Токмок е гарнизонът на 8-а гвардейска стрелкова дивизия „Панфилов“.